# Marko Kitti
Marko Kitti (né le 11 juillet 1970 à Turku) est un écrivain finlandais.

## Œuvres
- Kottarainen (« Étourneau »), nouvelles 2001, Arator Oy
- Viidakko (« Jungle »), roman 2003, Arator Oy
- Meidän maailma, roman 2008, Arator Oy
- Isiä ja poikia, nouvelles 2010, Arator Oy
- Oliivityttö. Éditions Tammi, 2012